# Perossisolfato
Il termine perossisolfato si riferisce a ioni o sali contenenti un atomo di zolfo con stato di ossidazione pari a +6 e con uno o due gruppi perossidici.
Queste specie vengono chiamate anteponendo perossi- (o perosso-) a -solfato indicando con -mono- o -di- quanti gruppi solfato sono presenti nello ione discreto. Con persolfato si intende il perossodisolfato.
I perossisolfati sono quindi due:
- perossimonosolfato SO52−
- perossidisolfato S2O82−

Che derivano dagli acidi perossimonosolforico e perossidisolforico.